# Statsrådet (Finland)
 For alternative betydninger, se Statsråd. (Se også artikler, som begynder med Statsråd)
Statsrådet (finsk: valtioneuvosto svensk: statsrådet) er Republikken Finlands regering og højeste udøvende organ. Statsrådet ledes af statsministeren, som vælges af parlamentet og udnævnes af præsidenten. Øvrige medlemmer udnævnes af præsidenten efter indstilling fra statsministeren.
Statsrådet gennemfører beslutninger truffet af parlamentet og præsidenten, samt udsteder nærmere regler i sager, der ved lov er overladt til regeringen.
Siden 20. juni 2023 udgøres statsrådet af statsminister Petteri Orpos regering.
Udtrykket ”statsrådet” er blevet benyttet i Finland siden regeringen Ingman I i slutningen af 1918. Forud for dette tidspunkt benævntes regeringer som ”senatet” (finsk: Senaatti).

## Sammensætning
Statsministeren er formand for statsrådet og bistås af det ministerium, der kaldes Statsrådets Kancelli (finsk: Valtioneuvoston kanslia svensk: Statsrådets kansli) og som er ansvarlig for gennemførelsen af regeringsprogrammet. Derudover bistår kancelliet statsministeren med ledelsen af regeringen samt koordineringen af EU-politikken.
Det nødvendige antal ministre udgør resten af statsrådet. Statsrådet er i almindelige sager beslutningsdygtig med 5 medlemmer. 
Der er i øjeblikket 12 ministerier i Finland , men 18 ministre. Hvis der er flere ministre i et ministerium, anses de som ligestillede. Inden for deres respektive fagområde er ministrene ansvarlige for forberedelse af lovgivning og forberedelse af sager, der skal afgøres af regeringen.
Der er lovfæstet 4 forskellige ministerudvalg: Udenrigs- og sikkerhedsudvalget (der kan holde møder med præsidenten), EU-udvalget, finansudvalget og et udvalg for finanspolitikken.
Desuden er der tilknyttet en Justitskansler til statsrådet, der deltager i rådets møder og som sammen med sit kontor fungerer som juridisk rådgiver for regeringen.

## Ministerierne
Nedenfor er angivet den nuværende regerings fordeling på ministerier:
Statsrådets kancelli:
- Statsministeren
- Ministeren for Europæiske anliggender og statslige virksomheder

Udenrigsministeriet:
- Udenrigsministeren
- Ministeren for Nordisk samarbejde og ligestilling
- Udviklings- og udenrigshandelsministeren

Justitsministeriet:
- Justitsministeren
- Ministeren for Nordisk samarbejde og ligestilling

Indenrigsministeriet:
- Indenrigsministeren

Forsvarsministeriet:
- Forsvarsministeren

Finansministeriet:
- Finansministeren
- Kommuneministeren

Undervisnings- og Kulturministeriet:
- Forsknings- og kulturministeren
- Undervisningsministeren

Land- og skovbrugsministeriet:
- Land- og skovbrugsministeren

Kommunikationsministeriet:
- Kommunikationsministeren

Arbejds- og Erhvervsministeriet:
- Arbejdsministeren
- Erhvervsministeren

Social- og Sundhedsministeriet:
- Social- og sundhedsministeren
- Familie- og omsorgsminister
- Ministeren for Nordisk samarbejde og ligestilling

Miljøministeriet:
- Miljøministeren